# Volo CAAC Airlines 2311
Il volo CAAC Airlines 2311 era un volo passeggeri di linea dall'aeroporto di Changsha Datuopu a Changsha, capitale della provincia di Hunan, al vecchio aeroporto internazionale di Guangzhou Baiyun di Canton, in Cina.

## L'aereo
B-202 era un turboelica Ilyushin Il-18B quadrimotore costruito in Unione Sovietica nel 1959 e successivamente venduto alla Repubblica Popolare di Cina. Aveva circa 22 anni.

## I fatti
Il 24 dicembre 1982 l'aereo in questione decollò da Lanzhou-Zhongchuan alla volta di Canton. Dopo l'atterraggio all'aeroporto di Baiyun, un incendio in cabina generò del fumo altamente tossico, dopodiché l'equipaggio fermò l'aereo sulla pista ed evacuò i passeggeri. Il rapido sviluppo dell'incendio uccise 25 passeggeri e ne ferì gravemente 22, assieme ai 4 membri dell'equipaggio. L'incendio, provocato dalla sigaretta di un passeggero, distrusse il velivolo.